# 自来水
自来水，是指水厂将取自湖泊、河流、水井或水庫等水源的淡水，经过混凝、沉淀、过滤、消毒等净水工序，最后由机泵透过输配水管道供给用户的水。一些国家和地区规定，自来水必须符合国家生活饮用水卫生标准，而可直接生飲，否則要經過煮沸才可飲用。亦有些國家習慣只用自來水來洗滌，飲用的話會另購樽裝水。
還有一種經海水淡化而成為飲用水，先進國家都有開發海水淡化廠，但因處理成本較高，大多只用於缺乏水源的地方。
作為室內配管工程的一環，自來水開始出現於19世紀末期，並在20世紀中葉盛行。

## 名稱
自来水是經過處理的生活用水。它是相對於人力或畜力搬運水而言的，和字面意思幾乎相反。

## 各地情況

### 中國大陆
早於唐代、宋代，中國於個別城鎮設有自來水管道網絡，以管道引進河溪清水。
宋朝時以「竹筧」作為輸水管道， 可將戶外的泉水引入宅內，用於澆灌、洗漱與飲用。 汴京、杭州、廣州等城市建造大型集中供水工程。1096年時，廣州知州王敏仲在蘇東坡與羅浮山道士鄧守安的共同策劃下，開鑿石槽蓄水，以一萬多條竹子駁接，將泉水導入人工池後再引入廣州城各處，後來因戰亂將這個系統毀壞。
中国大陆境內現代化自來水廠最早始于上海市的杨树浦水厂，该水厂始建于1875年，最早由立德洋行出资修建和维护，供水量少。之後該廠由英商花費白銀18000兩併購，成立英商上海自來水公司。水廠改建濾池過濾，蒸汽唧機出水，並建造有1座總容量682立方米的水塔。該水廠於1883年8月1日，正式開始供水，用水人口約17萬人。後又以電動離心水泵投入運行，实行普装水表计量收费。1937年，該水廠日供水能力達40萬立方米，水廠占地擴大至25.7萬平方米，成為遠東第一大水廠。二戰時被日本佔領，戰後由上海市政府從英商手中接收。
中国大陆现代化意义上最早的城市供水工程則是在大连。1879年由於为解决北洋水师旅顺港供水，由李鸿章主持，1879年开始在旅顺北郊水师营三八里村修建自来水源，工程耗时10年，修建水池1座，管线长度达6180米，可为2万多人提供自来水。在当地居民要求下，附近立有“龙引泉”石碑，石碑于原址保存至今。这一供水工程之后经过不断改扩建而一直使用，但因周边机井数量增加，其投入使用100年后终于枯竭。
1906年，日本开始对大连进行统治后，因建设城市供水工程之需，对大连乃至中国东北的水文状况进行了详细的调查记录，在大连建设了完善的城市供水系统，并在大连修建了大西山水库、龙王塘水库等至今仍在使用并起着重要作用的水库。
旅順自來水工程從開工到供水都晚於上海。除了上海之外，後來的自來水工程皆略晚於旅順。所以近代對旅順龍引泉的定位有這樣的表述：即旅順龍引泉是中國近代城市最早的現代給水工程之一。或者說，旅順龍引泉是政府投資興建的中國現代化最早的城市供水工程。
另外，當自來水在20世紀初引進到成都，也使當地許多送水維生的挑水夫失去工作。

### 香港
在香港，自來水是由政府部門提供的公用事業，由水務署負責。並在食水加入氟，以減低市民患蛀牙的機會。

### 澳門
在澳門，自來水由澳門自來水公司負責。

### 日本
日本如此重視飲水安全，是因為曾經歷過水污染的慘痛教訓。1956年，正處於工業高速增長時期的日本，工業廢水未經處理直接排放，造成了震驚世界的水俁病事件。
其實能否直飲關鍵不是水廠而是管道，過去日本使用鉛制水管運輸自來水，容易出現鉛溶入水的問題，近年來日本的自來水管多更新換代成了銅管或不鏽鋼管，防止自來水出廠後受到二次污染。
因此日本自來水是可以直接飲用的。水源、凈水技術、儲存和運輸等各個環節的安全高標準保證了到達家庭的自來水「長期飲用也不會危害人體健康」。

### 臺灣
台灣現代自來水事業的發展起始於日治時代，台語稱自來水為「水道水」便是借用自日語，源自日本將民生用的供水系統稱為「水道」。日本治台之初，根據台灣總督府製藥局調查發現，台北居民的飲用水源鑿井、河水、掘水與池塘水，其中除部分井水經過地層過濾尚符合衛生外，其餘水質甚差，特別是河水、池塘水更是污穢，因飲水導致疾病叢生。因此水道設施的建設，成為日本對台施政的重點項目。
1896年，淡水支廳廳長大久保利武，特聘丹麥技師漢遜（Emanuel Hansen），勘察大屯山山麓水梘頭及滬尾（今新北市淡水）各兩處湧泉，水源均自火山岩洞處湧出，判斷除非地殼大變動，兩湧泉水不致減量，且水質甚佳皆可飲用，台灣總督府民政長官後藤新平（當時為總督府衛生顧問），為軍事及港口用水需要，與防止各種傳染病之蔓延，認為有必要解決飲用水的問題。推薦替日本設計自來水系統的蘇格蘭人巴爾頓（W.K.Burton）來台作「衛生工事評估」，決定以台北為衛生工事優先建設地區，於1899年先完成「滬尾水道」，為台灣第一座自來水供應系統。同年巴爾頓病逝後，建設工作由其學生濱野彌四郎接續。
1902年，基隆的自來水供應系統完成，使基隆成為全台第二個有自來水的市鎮，同時配有台灣最早採用沉澱過濾的淨水廠。
1907年，台北自來水工程以新店溪為水源開始動工興建。1909年4月，台北的都市自來水工程正式完工使用。
1908年4月1日，完成第三座自來水廠，該廠即為現今位於臺北市公館的自來水園區。
進入中華民國時代後，臺灣省政府在1954年仿傚英國等國家實施區域給水制度，以統一規劃、統籌臺灣的水資源與自來水，分期推展自來水建設，自來水普及後，烏腳病不再發生。1972年12月16日，行政院會議中指示，為有效發展臺灣省各地之公共給水，應成立全省性之自來水公司，促成1974年臺灣自來水公司（台水）的成立。1977年，以供應臺北市公共給水為主的臺北自來水事業處成立，其與台水共同供應全台的民生用水。隨著供水區域分佈越趨擴張，21世紀台灣的自來水普及率已超過90％。
台灣的淨水廠提供的自來水符合生飲標準，可是台灣的輸水管線漏水率高、各住戶的水塔水管清潔頻率不一，因此自來水公司建議煮沸後再飲用，而台灣各地自來水在煮沸後雖然符合生飲標準、但大多口感不佳（原因多為加氯消毒、部分地區為硬水）。

### 美国
美國聖地牙哥市於1901年就建立早期自來水系統，但居於少數有錢人的家庭配備，逐漸擴及全國，911恐攻事件後美國加強對自來水防止下毒的戒備，一般自來水廠停止參觀活動和學術研究。南加州大都會水區供水大洛杉磯地區，於1928年成立，但洛杉矶水电局於1860年就成立然而早期的供水多半是路旁的水道供居民傾倒髒物沖走，或是撈水清洗之用。
21世紀後美國自來水費連年高漲，美国非政府组织食物饮水监测（Food & Water Watch）2016年的研究，大约1500万美国人因为无力支付水费而被断水。

## 飲用安全

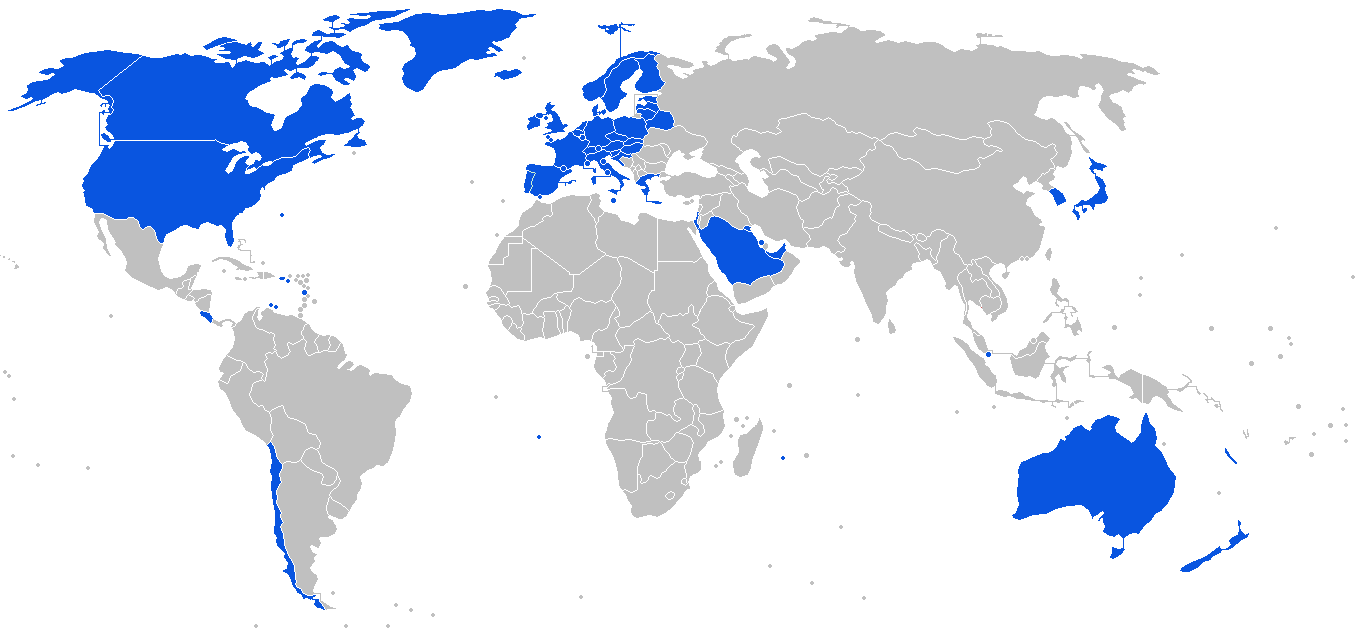
自来水可直饮的国家

### 氯消毒問題
利用氯消毒的自来水可能产生潜在的安全问题。

#### 微量有害物质
利用氯消毒的过程中，次氯酸盐与腐质酸反应通常会生成如三氯甲烷、一溴二氯甲烷、二溴一氯甲烷等三卤甲烷物质，而三氯甲烷则是其中主要的一种，早已被证实具有致癌性 。 其它的附属产物还有四氯化碳。而四氯化碳亦是公认的有毒物质。近年已有地區改以二氧化氯消毒。
自來水在經過臭氧消毒後，或者是消毒自來水用的次氯酸鈉消毒液中都會包括溴酸鹽，國際癌症研究機構對溴酸鉀的致癌分類試驗，為溴酸鹽對動物試驗有致癌性，歸類為懷疑對2B類致癌物，行政院環保署公告自2010年1月2日起，飲用水中的溴酸鹽列為管制項目，每公升不得超過0.01毫克。

#### 防治对策
在生产消毒阶段，使用改进工艺、活性炭吸附、离子交换树脂吸附方法减少三氯甲烷的前驱物，进而可以减少水中三氯甲烷的数量。
如果不采用臭氧（除成本較高，臭氧亦會與溴化物氧化成致癌物溴酸鹽）消毒，那么可以改进传统的氯消毒：二氧化氯与氯复配使用抑制三氯甲烷生成，提高二氧化氯含量是降低水中三氯甲烷形成量的行之有效的手段。
在使用阶段，醫師建議，除非在自來水加熱前，用活性碳先把氯去除，否則加熱之後就必打開抽油煙機；在浴室洗澡，也要縮短時間注意通風，才能把罹癌風險降到最低。台湾行政院環保署根據環境檢驗所提出專業的研究數據指出：因自來水原水中含有腐植酸等三鹵甲烷的前驅物，在煮開水的過程中會反應生成三鹵甲烷，並在水剛煮沸時達到最高點，此時只要打開蓋子，再讓水繼續煮沸3-5分鐘，總三鹵甲烷的濃度就會迅速降至十分之一以下。

### 塑膠微粒
美國明尼蘇達大學博士的研究團隊發現全球包括美國、英國、法國、古巴、德國、瑞士、厄瓜多、印尼、愛爾蘭、黎巴嫩、斯洛伐克、烏干達、印度和義大利等14個國家，共159份的自來水中，除了義大利以外有13個國家的自來水都包含顆粒狀與纖維狀、顆粒直徑小於5公厘的微塑膠，其中有81%的自來水包含微塑膠，多數為纖維狀塑膠，纖維狀塑膠可能來源為洗衣服過程中，從衣服上的化學纖維掉落到空氣中造成污染。

## 常見問題
- 水管鏽蝕
- 停水（在颱風季或是其他原因導致原水濁度飆高時，自來水廠有時會關閉進水口，以節省處理淨水成本及避免設備受損）
- 分區供水（當乾旱或是其他原因導致原水供應不足時）
- 漏水
- 水表故障